# Aticpac
Aticpac är en ort i Mexiko.   Den ligger i kommunen Coyomeapan och delstaten Puebla, i den sydöstra delen av landet, 260 km sydost om huvudstaden Mexico City. Aticpac ligger 1 078 meter över havet och antalet invånare är 152.
Terrängen runt Aticpac är varierad. Runt Aticpac är det ganska tätbefolkat, med 120 invånare per kvadratkilometer. Närmaste större samhälle är Tecpantzacoalco, 18,8 km nordväst om Aticpac. I omgivningarna runt Aticpac växer i huvudsak städsegrön lövskog.